# Estação Águas Claras (Salvador)
A Estação Águas Claras (por vezes Estação Águas Claras/Cajazeiras) é uma das estações da Linha 1 do Metrô de Salvador. Está situada no bairro de mesmo nome em Salvador, município capital do estado brasileiro da Bahia. Está conectada a um bicicletário e ao Terminal de Integração de Águas Claras, possibilitando a conexão do metrô com linhas metropolitanas e municipais de ônibus urbano. Nas redondezas da estação, está em construção o novo terminal rodoviário intermunicipal e interestadual para transporte de passageiros, em substituição àquele localizado em Pernambués.
As instalações estão distribuídas entre três pavimentos, acessados por cinco escadas rolantes e três elevadores, além das áreas de administração interna que incluem salas técnicas de sinalização, telecomunicação, gerador, baterias e subestação auxiliar, primeiros socorros, almoxarifado, vestiário, transmissão de dados. A obra da estação representou investimento de 518 milhões de reais pelo Governo da Bahia e foi realizada pela Companhia de Transportes do Estado da Bahia (CTB), vinculada à Secretaria de Desenvolvimento Urbano (Sedur), para além dos 72 milhões de reais referentes ao terminal de integração. Esse investimento significou ainda a finalização do tramo 3 de cinco quilômetros da Linha 1, alcançando a populosa região de Cajazeiras.
Entre os meses de janeiro e fevereiro de 2025, foram realizadas obras para expandir a cobertura diante de fortes chuvas.